# Zeth Höglund
Carl Zeth 'Zäta' Konstantin Höglund (29. april 1884 i Göteborg – 13. august 1956 i Stockholm) var en svensk politiker, oprindeligt socialdemokrat, blev kommunist i 1917. Kom tilbage til socialdemokraterna i 1926. 